# Van Schaeck Mathonsingel
De Van Schaeck Mathonsingel is een brede boulevard in het centrum van de Nederlandse stad Nijmegen. Het is een van de zes straten die vanaf het Keizer Karelplein elders het centrum in lopen. De Van Schaeck Mathonsingel loopt rechtstreeks naar het Stationsplein, nabij het centraal station.
In het midden van de straat (het wandelgedeelte) staat een stadsfontein. Onder de straat bevindt zich een parkeergarage. 

## Naam
In 1880 wordt de straat vermeld als Stationsweg. In 1923 werd de naam ervan gewijzigd in Burgemeester Van Schaeck Mathon Singel, later verkort tot de huidige naam. Het is een verwijzing naar Franciscus Maria Amandus van Schaeck Mathon, die eerder burgemeester was van Bergen op Zoom en vanaf 1892 van Nijmegen.

## Bekende panden en kunstwerken
De in 1961 voltooide stadsschouwburg staat op de hoek van het Keizer Karelplein en de Van Schaeck Mathonsingel. Dit is sinds 2014 een rijksmonument.
Aan de Van Schaeck Mathonsingel 10 staat een  witte villa. Vroeger was hier de culturele studentenvereniging N.C.S.V. Diogenes gevestigd, tot het faillissement van deze vereniging in 2005. Tegenwoordig is dit pand een studentensociëteit. Sinds 2017 is het eigendom van Stichting Studentenvoorzieningen Nijmegen.
Op de gevel van nr. 12 is een reliëf van Pieter d'Hont aangebracht, 'De Barmhartige Samaritaan'.
Van 1949 tot 1999 stond hier op het middenplantsoen ook het standbeeld van Ferdinand Hamer.